# アレクサンダル・ドラゴヴィッチ
アレクサンダル・ドラゴヴィッチ（セルビア語: Александар Драговић、ドイツ語: Aleksandar Dragović、1991年3月6日 - ）は、オーストリア・ウィーン出身のサッカー選手。オーストリア代表。ポジションはDF。

## 経歴
1997年からオーストリアのFKアウストリア・ウィーンのユースチームに所属し、2008年にトップチーム昇格した。2011年2月、スイスのFCバーゼルに移籍した。2013年7月、ウクライナのFCディナモ・キーウへ移籍。
2016年8月22日、バイエル・レバークーゼンに移籍。2017年8月31日、レスター・シティFCへ1年間のレンタル移籍が発表された。
2021年5月26日、レッドスター・ベオグラードと3年契約を結んだ。

## 代表歴
オーストリア代表として、2009年にA代表デビューを果たした。
2014年11月18日に行われたブラジル代表との親善試合でPKを決めて代表初得点を挙げた。

## タイトル

### クラブ
アウストリア・ウィーン
- オーストリア・カップ：2008-09

バーゼル
- スイス・スーパーリーグ：2010-11, 2011-12, 2012-13
- スイス・カップ：2012

ディナモ・キエフ
- ウクライナ・プレミアリーグ：2014-15, 2015-16
- ウクライナ・カップ：2013-14, 2014-15
- ウクライナ・スーパーカップ：2016

レッドスター・ベオグラード
- セルビア・スーペルリーガ：2021-22, 2022-23
- セルビア・カップ：2021-22, 2022-23